# Bertholet Flémal
Bertholet Flémal (of Flemalle) (Luik, 23 mei(?) 1614 – Luik, 10 juli 1675) was een Zuid-Nederlands schilder van voornamelijk mythologische en religieuze onderwerpen. Samen met Gérard Douffet, Walthère Damery, Jean-Guillaume Carlier, Englebert Fisen en Philippe Coclers behoort hij tot de belangrijkste vertegenwoordigers van de 17e-eeuwse barokschilders in het prinsbisdom Luik, ook wel Luikse School genoemd. In het werk van zijn beroemdere leerling Gerard de Lairesse is de invloed van Flémal sterk aanwezig.

## Levensbeschrijving
Bertholet Flémal groeide op in Luik als zoon van een glasschilder en kreeg zijn schildersopleiding in de ateliers van Henri Trippet en Gérard Douffet in die stad. Op zijn 24e ondernam hij een kunstreis naar Italië. In de zomer van 1638 vestigde hij zich in Rome om daar de klassieke kunst en de oude Italiaanse meesters te bestuderen. In Rome ontmoette Flémalle de groothertog van Toscane, Ferdinando II de' Medici, die hem naar Florence uitnodigde. Daarna reisde hij naar Parijs, waar hij onder andere een Aanbidding door de drie koningen voor de sacristie van de Augustijnerkerk en een fresco De hemelvaart van Elias voor de koepel van de Karmelietenkerk schilderde. Door toedoen van de grote kunstmecenas Pierre Séguier kreeg hij de opdracht een zaal in het paleis van Versailles te decoreren.
In de zomer van 1647 vestigde Flémalle zich in Brussel, waar hij enkele jaren zou blijven. Daarna keerde hij terug naar Luik, waar hij hofschilder werd van prins-bisschop Maximiliaan Hendrik van Beieren en daarnaast veel kerkelijke opdrachten kreeg. In 1670 reisde hij opnieuw naar Parijs, ditmaal in gezelschap van zijn leerling Jean-Guillaume Carlier. Hij kreeg een aanstelling als professor aan de École des Beaux-Arts. In deze periode schilderde hij het plafond van de ontvangstzaal van het Tuilerieënpaleis, in 1871 door brand verwoest.
Na zijn terugkeer naar Luik werd hij benoemd tot kanunnik aan het kapittel van de Sint-Pauluskerk, waardoor hij een vast inkomen genoot. In de kerk wordt een vijftal schilderijen van de schilder-kanunnik bewaard. Flémal stierf op 61-jarige leeftijd in Luik, volgens sommige bronnen geplaagd door depressies.
Door zijn verblijf in Rome werd Flémalle sterk beïnvloed door de Romeinse School. Daarnaast was de Franse schilder en tijdgenoot Nicolas Poussin een voorbeeld. Leerlingen van Flémalle waren onder anderen Louis Counet, Jean-Guillaume Carlier, Englebert Fisen en Gerard de Lairesse.

## Selectie van werken

### Religieuze werken in kerken
- Aanbidding der wijzen, schatkamer van de Sint-Pauluskathedraal, Luik
- Golgotha, schatkamer van de Sint-Pauluskathedraal, Luik
- Afscheid van Petrus en Paulus (1654), schatkamer van de Sint-Pauluskathedraal, Luik
- Bekering van Sint-Paulus, schatkamer van de Sint-Pauluskathedraal, Luik
- Heilige Carolus Borromeus te midden van pestlijders, schatkamer van de Sint-Pauluskathedraal, Luik
- Pietà, Sint-Maartensbasiliek, Luik
- Opdracht van Jezus in de tempel, Heilig-Kruiskerk, Luik
- Heilig Kruisvinding, 1674, Heilig-Kruiskerk, Luik
- Kruisiging, 1649, Sint-Janskerk, Luik
- Debat over het Heilig Sacrament, Sint-Jan-de-Doperkerk, Herve
- Maria-ten-Hemelopneming, Sint-Nicolaaskerk, Ciney
- Mystiek huwelijk van de Heilige Catharina van Alexandrië, Sint-Gertrudiskerk, Kuringen
- Opdracht van Jezus in de tempel, Onze-Lieve-Vrouwekerk, Antwerpen-Hoboken
- Maria-Tenhemelopneming, Sint-Niklaaskerk, Ciney

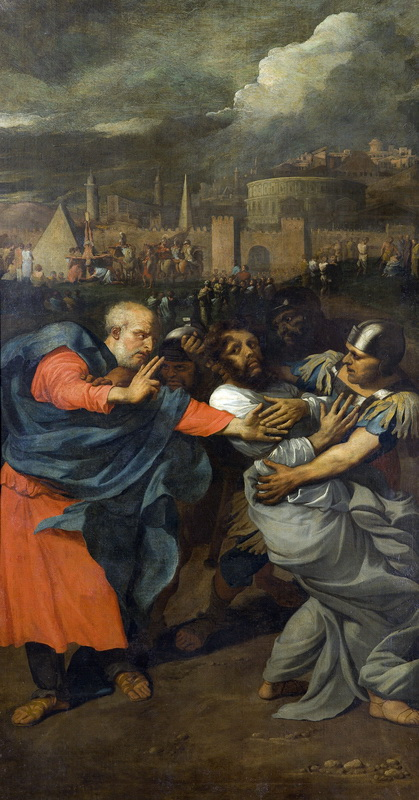
Afscheid Petrus en Paulus
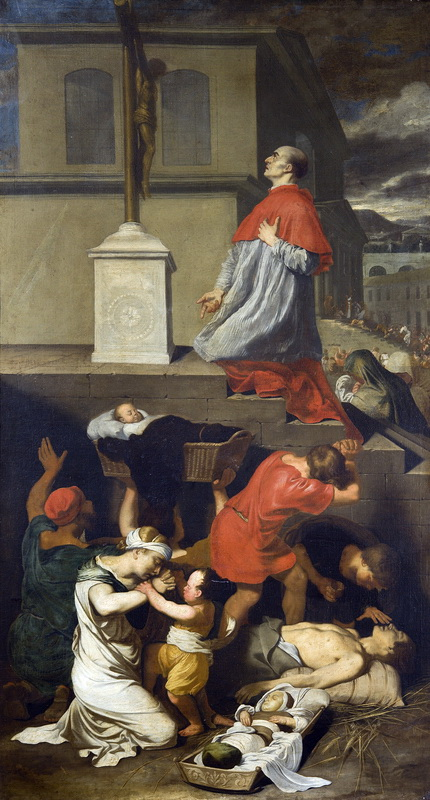
Carolus Borromeus met pestlijders
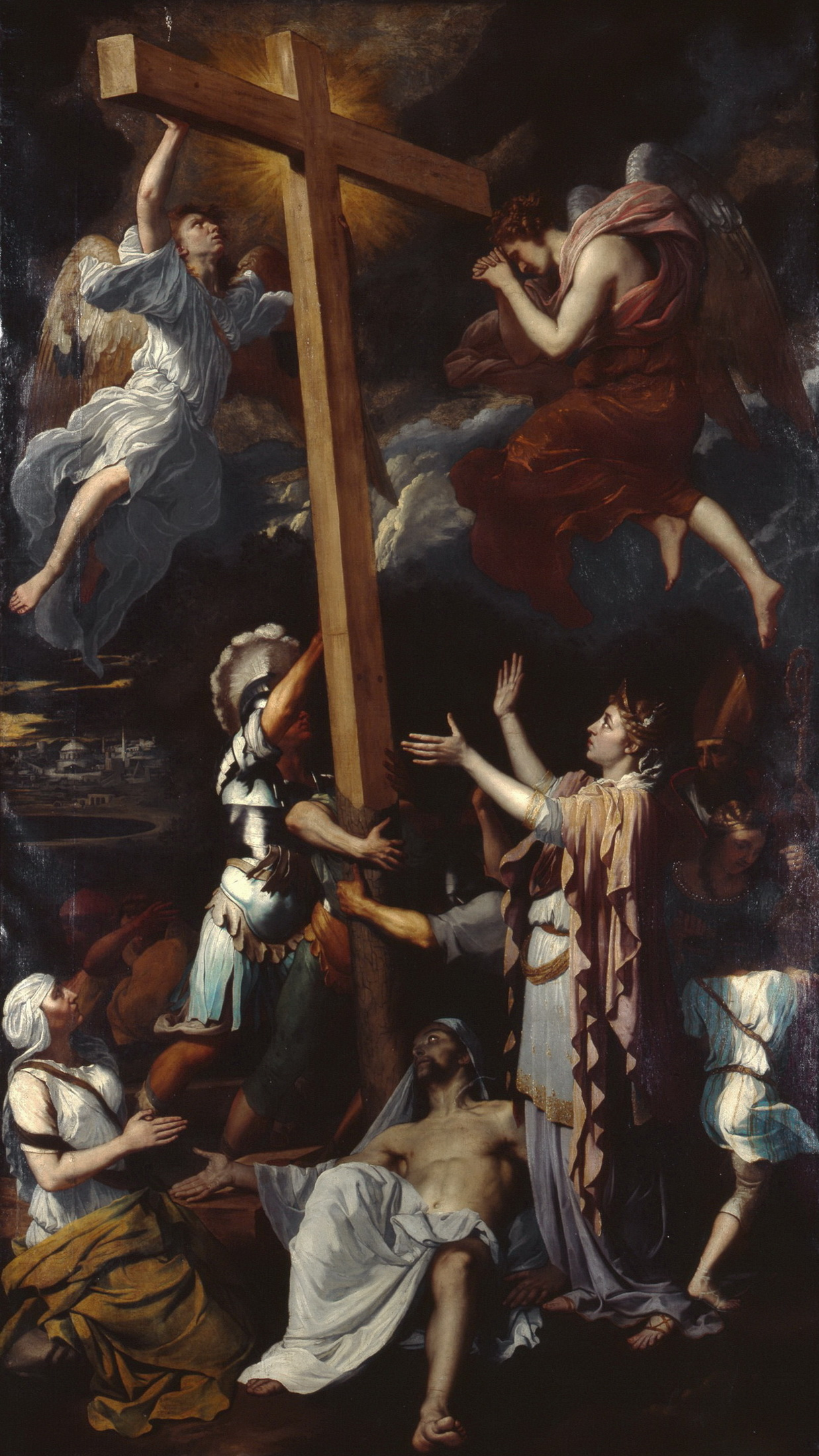
Heilig Kruisvinding
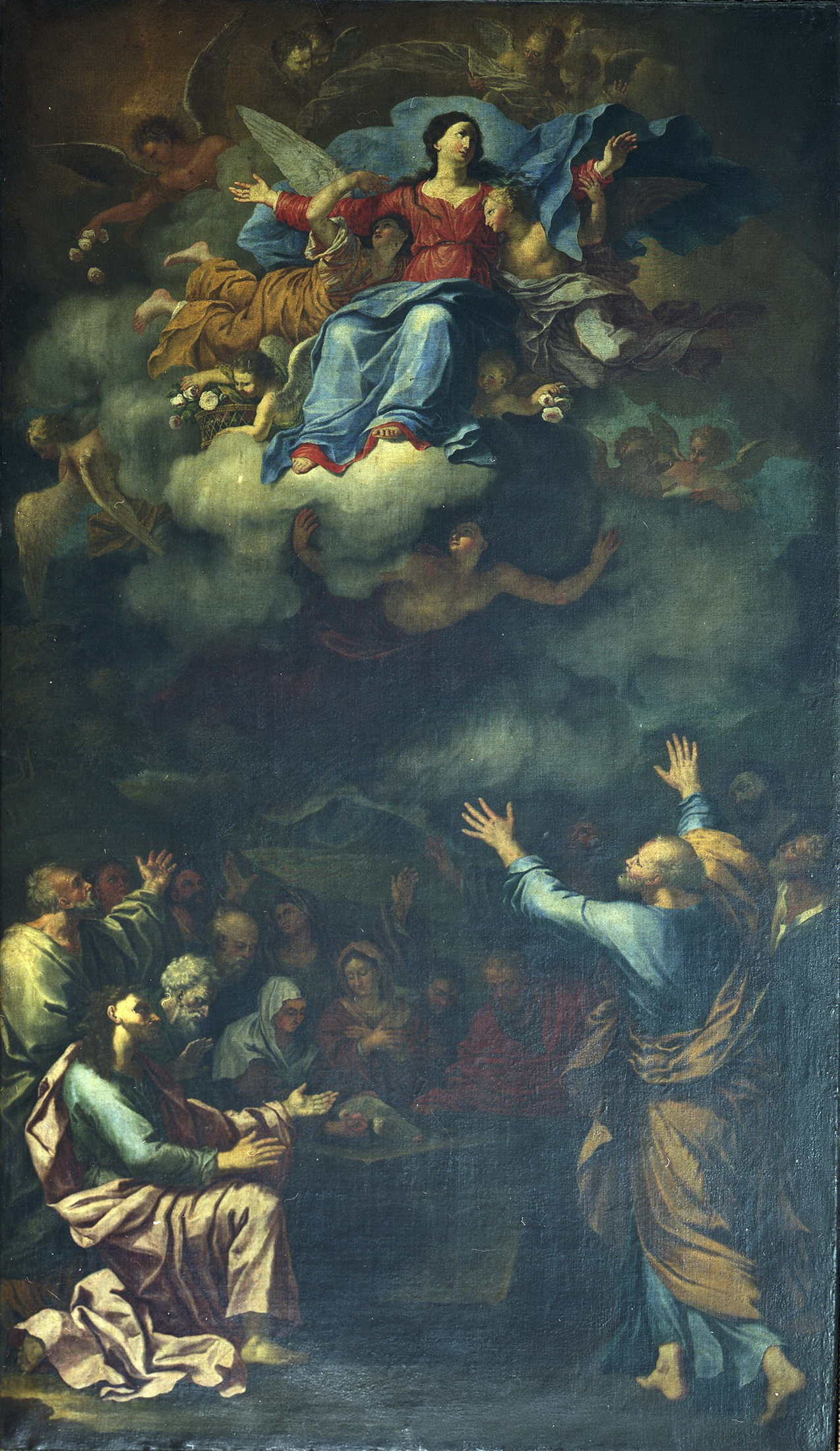
Maria-ten-Hemelopneming

### Relgieuze werken in musea
- Bekering van Sint-Paulus, Museum voor Schone Kunsten, Luik
- Vlucht naar Egypte - een engel waarschuwt Jozef, Museum voor Schone Kunsten, Luik
- Martelaarschap van de Heilige Catharina van Alexandrië, Museum voor Schone Kunsten, Luik
- Moord op de Onnozele Kinderen, Museum voor Schone Kunsten, Luik
- Extase van de Heilige Bruno, Museum voor Schone Kunsten, Luik
- Heilige Drievuldigheid, Heilige Maagd, Sint-Jan de Doper, Sint-Jan Evangelist en anderen, Kasteel van Warfusée
- Heliodorus verdreven uit de tempel, 1658-'62, Koninklijke Musea voor Schone Kunsten van België, Brussel
- Sint-Lambertus in gebed in het klooster van Stavelot, Museum voor Schone Kunsten, Rijsel
- Mysteries van het Oude en Nieuwe Testament, Louvre, Parijs
- Bekering van Sint-Paulus (1670), Musée des Augustins, Toulouse, Frankrijk[3]
- Heilige Maagd en H. Anna, Prado, Madrid
- Bewening van Christus, Staatliche Kunsthalle Karlsruhe

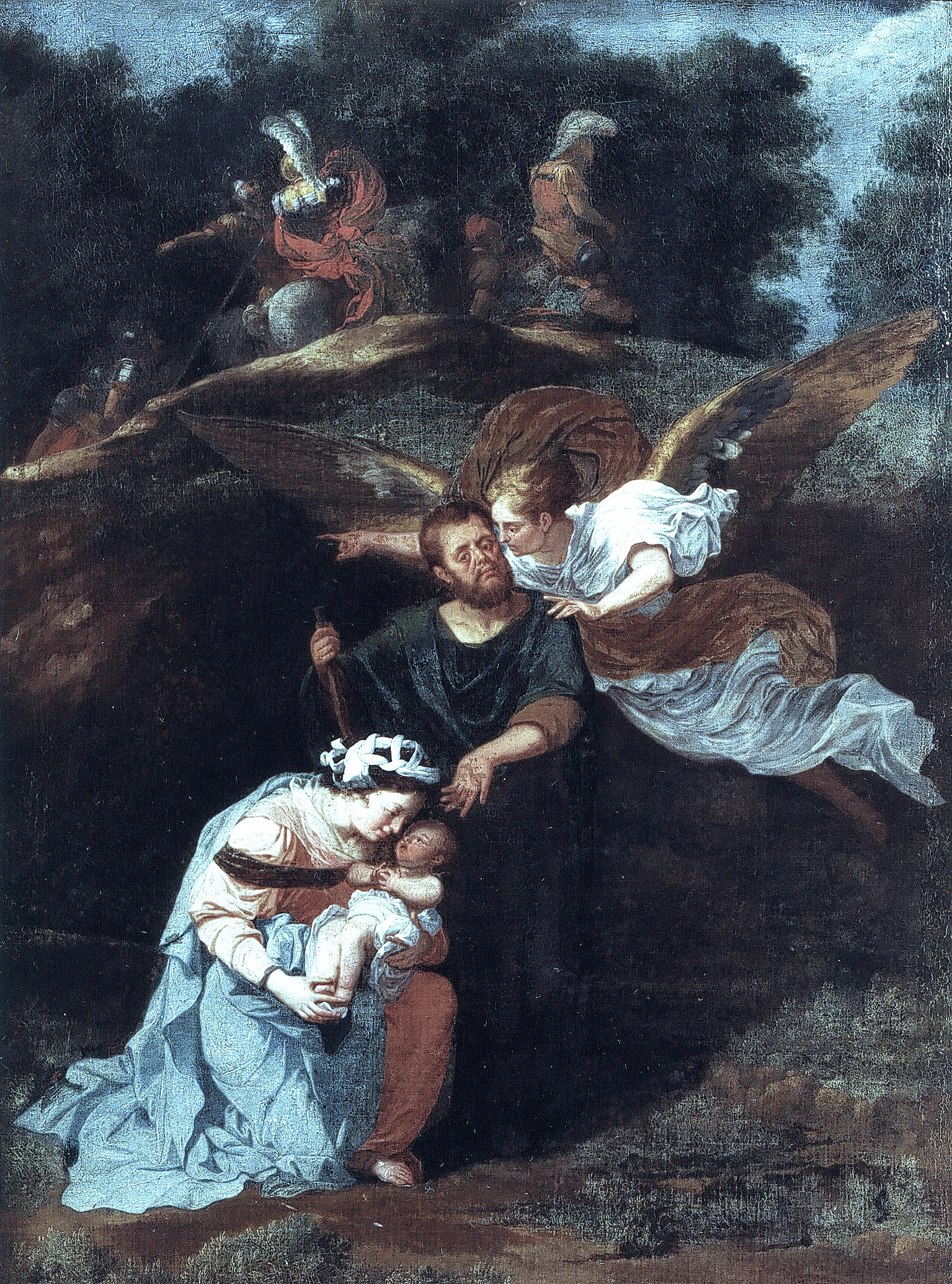
Vlucht naar Egypte
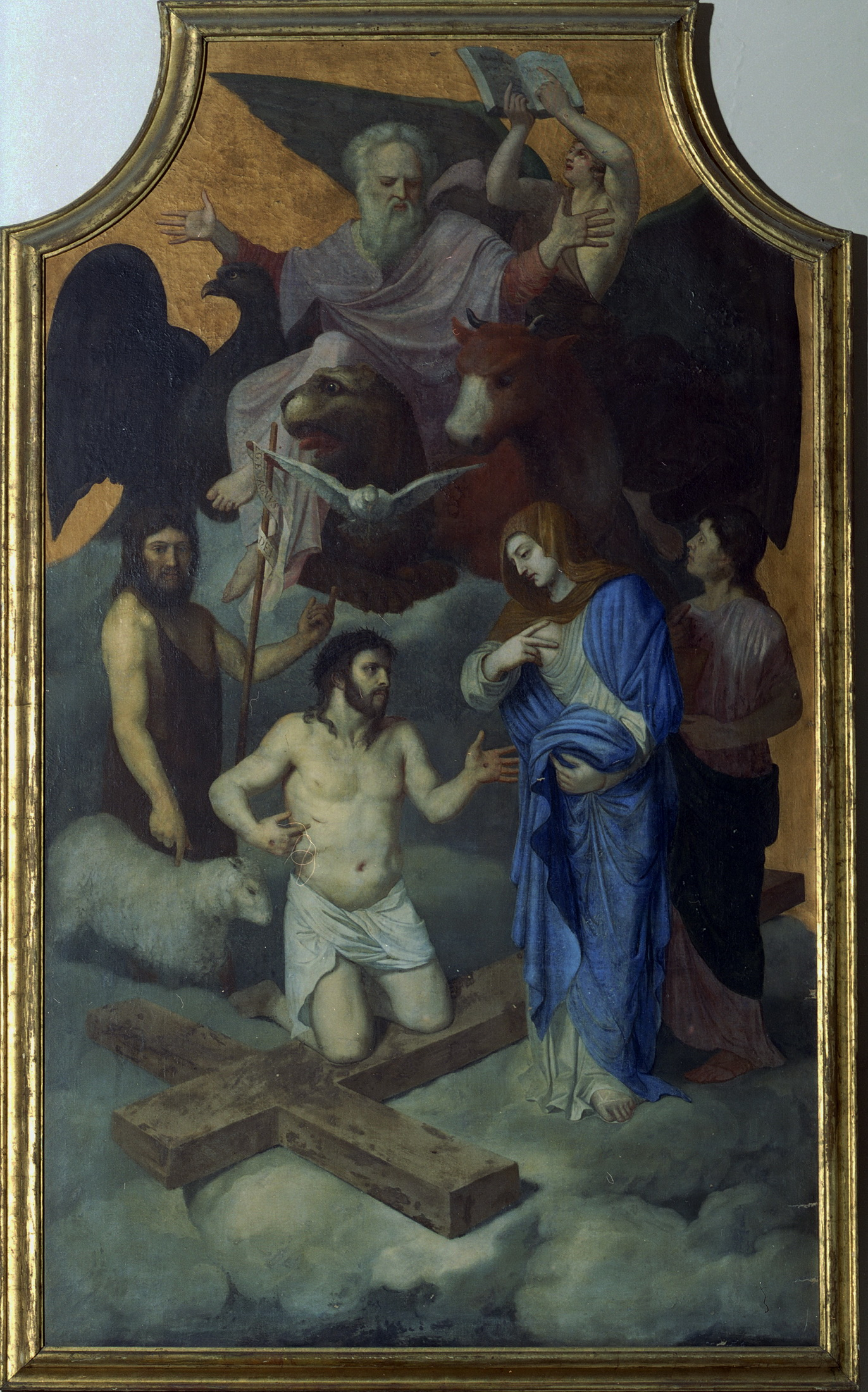
H. Drievuldigheid, Madonna en heiligen
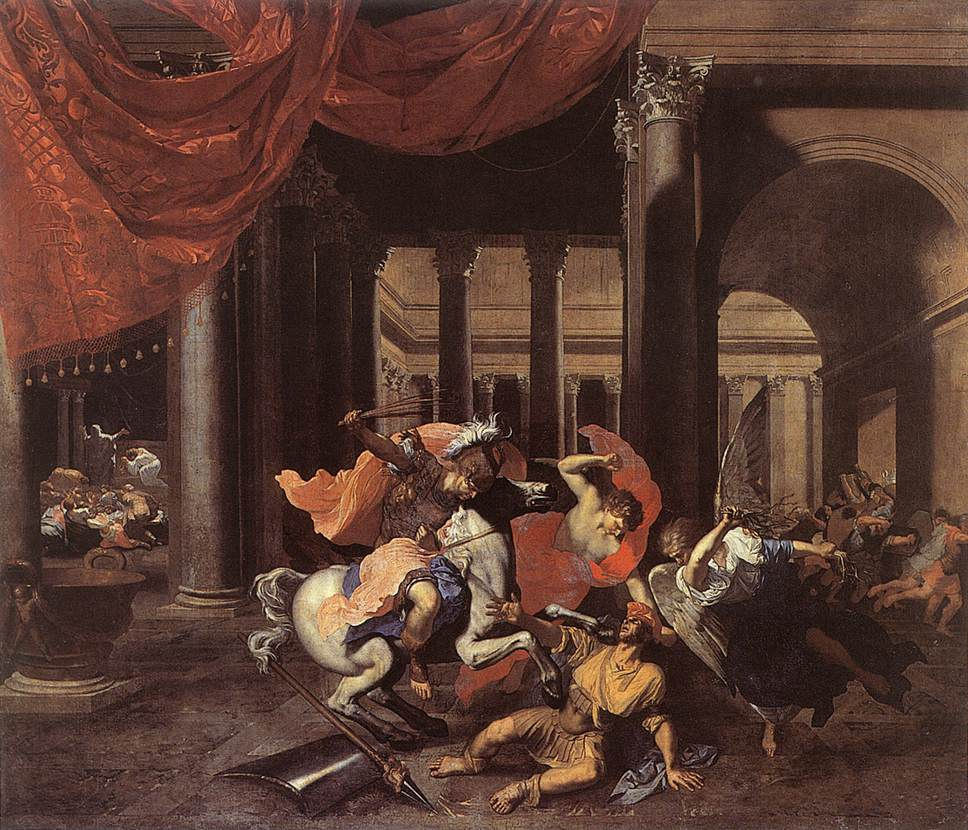
Heliodorus verdreven uit de tempel
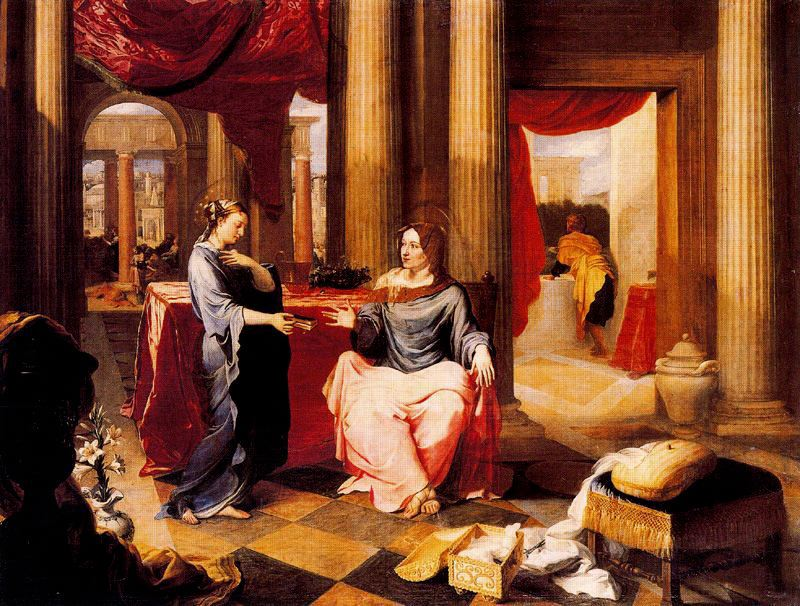
Heilige Maagd en H. Anna

### Portretten, mythologische en overige werken
- Portret van kanunnik Louis Lambert de Liverloo, Museum voor Schone Kunsten, Luik
- Portret van een karmeliet, Museum voor Schone Kunsten, Luik
- De dood van Pyrrhus, Koninklijke Musea voor Schone Kunsten van België, Brussel
- Het offer van Iphigenia, Louvre, Parijs
- Achilles sleurt het lichaam van Hector langs de muren van Troje, Schloss Wilhelmshöhe, Kassel
- Dood van Lucretia, Schloss Wilhelmshöhe, Kassel
- Fantasiescène met monsters (1654), Alte Pinakothek, München
- Lucius Albinus overhandigt zijn rijtuig aan de Vestaalse maagden, ca 1650-'60, Hermitage, Sint-Petersburg

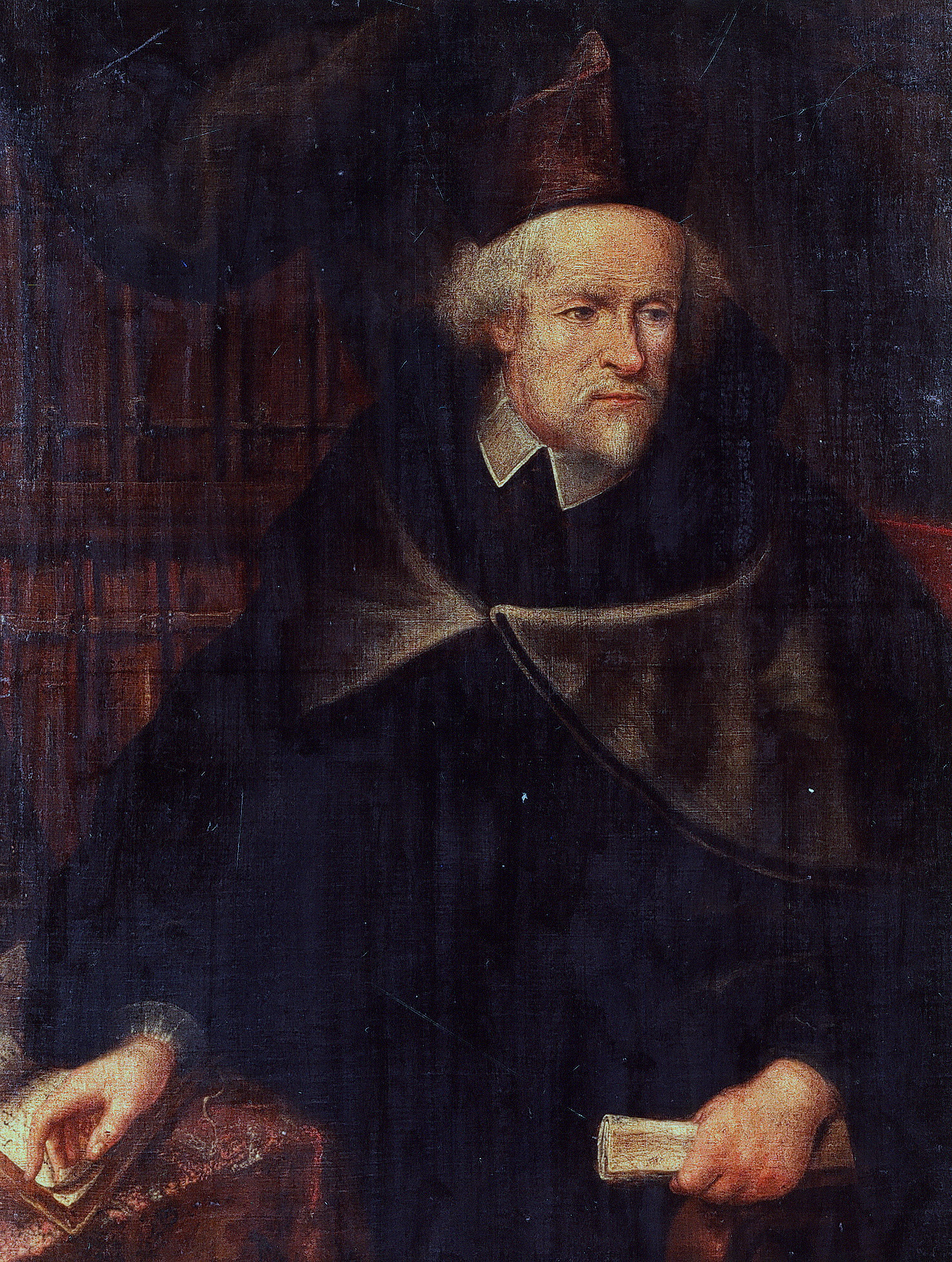
Portret Louis Lambert de Liverloo
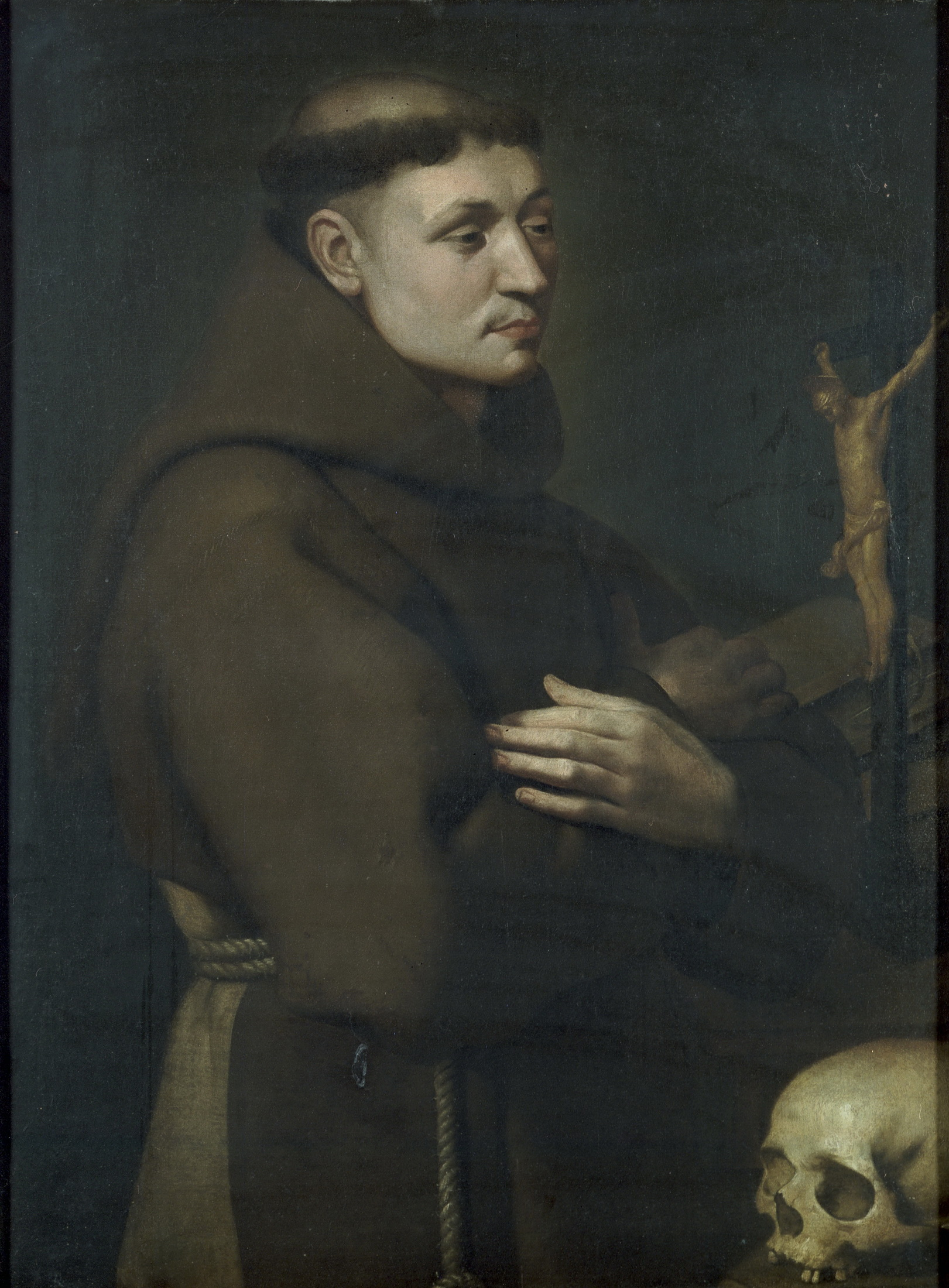
Portret van een karmeliet
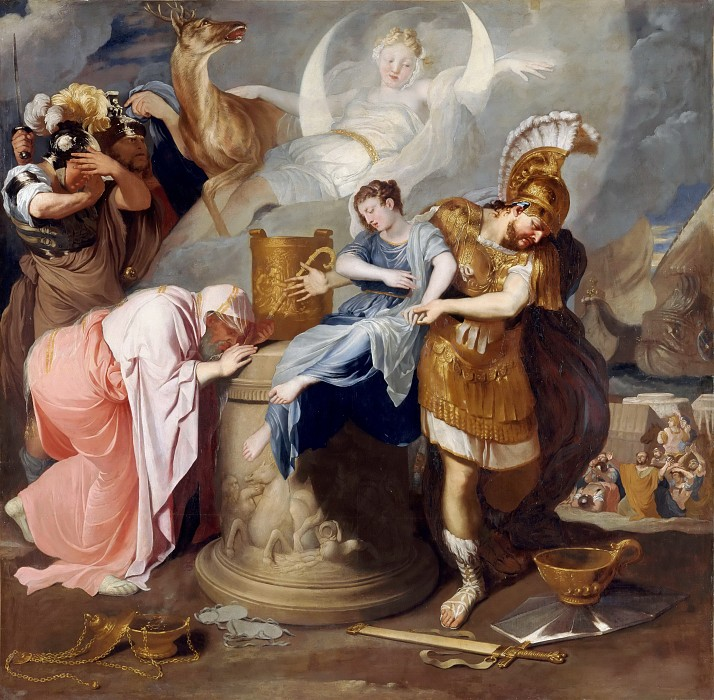
Het offer van Iphigenia
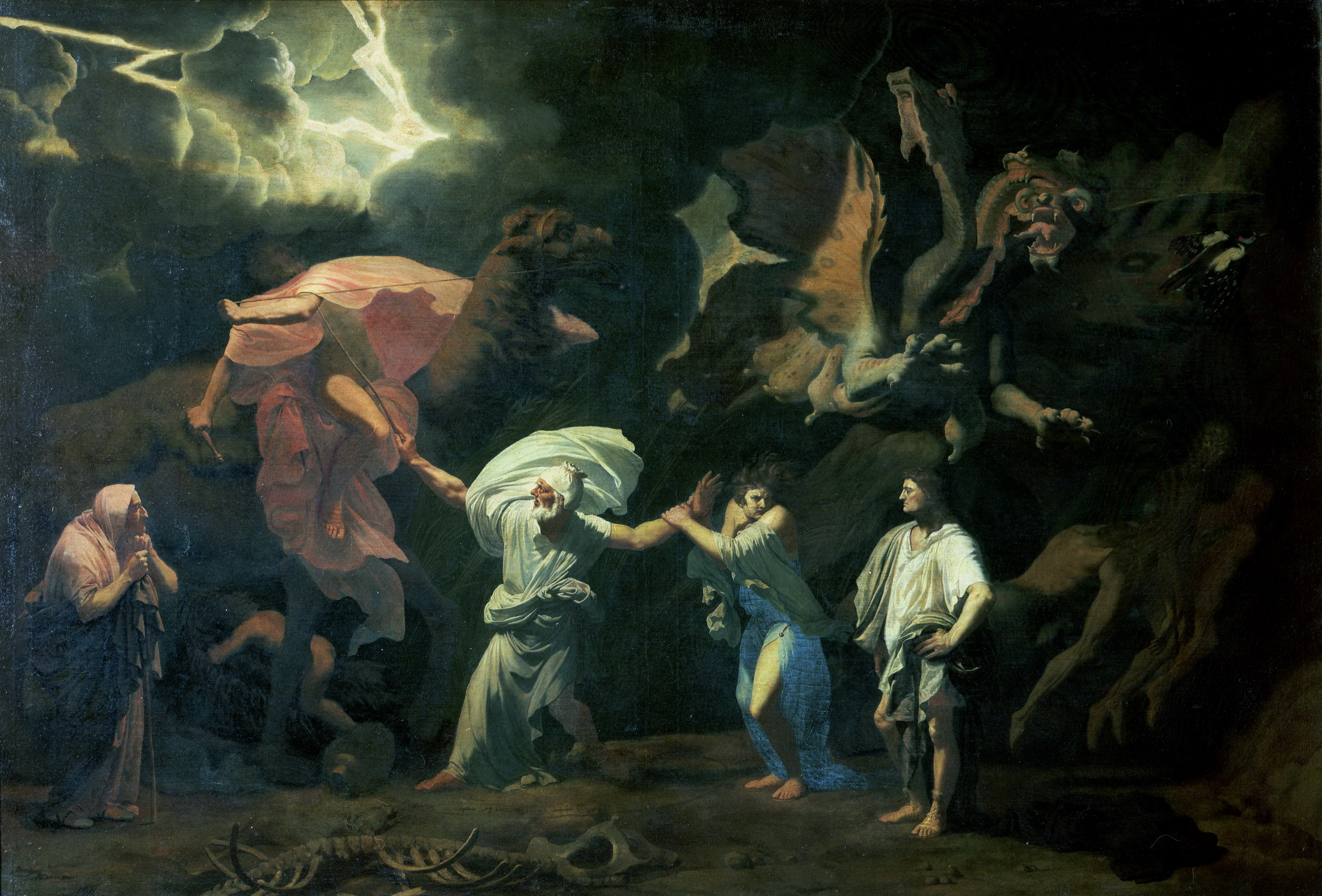
Fantasiescène met draken

## Voetnoten
1. ↑  Zie École liégeoise de peinture op Franse Wikipedia.
2. ↑  'Bartolet' in de biografie van Gerard de Lairesse in: Arnold Houbraken, De groote schouburgh der Nederlantsche konstschilders en schilderessen, 1718 (Digitale Bibliotheek voor de Nederlandse Letteren).
3. ↑  Voor de bewogen geschiedenis van dit doek, zie: Pierre-Yves Kairi, 'Bertholet Flémal et le retable du maître-autel de la collégiale Saint-Paul à Liège', in: Bulletin trimestriel du Trésor de la cathédrale de Liège, no.27, juli 2011 (online tekst op tresordeliege.be).

- Biblioteca Nacional de España: XX1116074
- Bibliothèque nationale de France: cb149657537 (data)
- Biografisch Portaal: 44942701
- Gemeinsame Normdatei: 1011439999
- International Standard Name Identifier: 0000 0001 1950 3546
- KulturNav: 3d7433b4-86cd-4e79-b601-bf8f7a33c2aa
- Library of Congress Control Number: nr2003022522
- RKD-Nederlands Instituut voor Kunstgeschiedenis: 28270
- Système universitaire de documentation: 179001329
- Union List of Artist Names: 500006019
- Virtual International Authority File: 59356045
- WorldCat: E39PBJyWPPJGhKckVYpvHr3G73